# سوپر سانست
سوپر سانست (به انگلیسی: Super Sunset) چهارمین آلبوم چندآهنگهٔ خواننده-ترانه‌پرداز کانادایی الکساندرا هیوز که به‌طور حرفه‌ای با نام الی ایکس شناخته می‌شود، می‌باشد که در ۲۹ اکتبر سال ۲۰۱۸ توسط توئین موزیک منتشر گردید. این ئی‌پی پس از کالکشن ۲ (۲۰۱۷) آمده‌است و از تجریبات پرفراز و نشیب هیوز پس از نقل مکان به لس آنجلس الهام گرفته شده‌است. این کانسپت با سه کهن‌الگو مصور شده: «دختر علمی-تخیلی»، «نوستارهٔ هالیوود» و «راهبه».

## تک‌آهنگ‌ها
تمامی قطعات سوپر سانست غیر از مقدمه و میان‌پرده به‌عنوان تک‌آهنگ منتشر شدند؛ هیوز در این باره گفته «رابطهٔ بسیار نزدیکی با هرکدام از ترانه‌ها احساس می‌کرده» و می‌خواسته «آن‌ها لحظات خودشان را داشته باشند.»